# Licasto (rei de Creta)
Licasto, em versões racionalizadas da mitologia grega, foi um rei de Creta, de forma que houvesse em Creta dois reis de nome Minos.
Plutarco comenta que Minos foi tratado da pior forma possível pelo teatro ático, enquanto que Hesíodo e Homero o cobriam de elogios, e resolve esta contradição como sendo por Minos ter se tornado inimigo de Atenas, uma cidade de linguagem e literatura. Plutarco também apresenta a versão, atribuída aos nativos de Naxos, de que havia dois reis chamados Minos, com duas filhas chamadas Ariadne.
Segundo Diodoro Sículo, os dois reis chamados Minos estavam separados por duas gerações. O primeiro Minos era filho de Zeus e Europa, e sucedeu ao marido da sua mãe, Astério, rei de Creta. Minos se casou com Ithone, filha de Lyctius, e desta união nasceu Licasto, seu sucessor. Licasto se casou com Idê, filha de Corybas, e desta união nasceu o segundo Minos. Este segundo Minos é quem se tornou senhor dos mares, casou-se com Pasífae, filha de Hélio e Cretê, e teve vários filhos, inclusive Deucalião, Catreu, Androgeu e Ariadne.